# Collegium Hungaricum Berlin

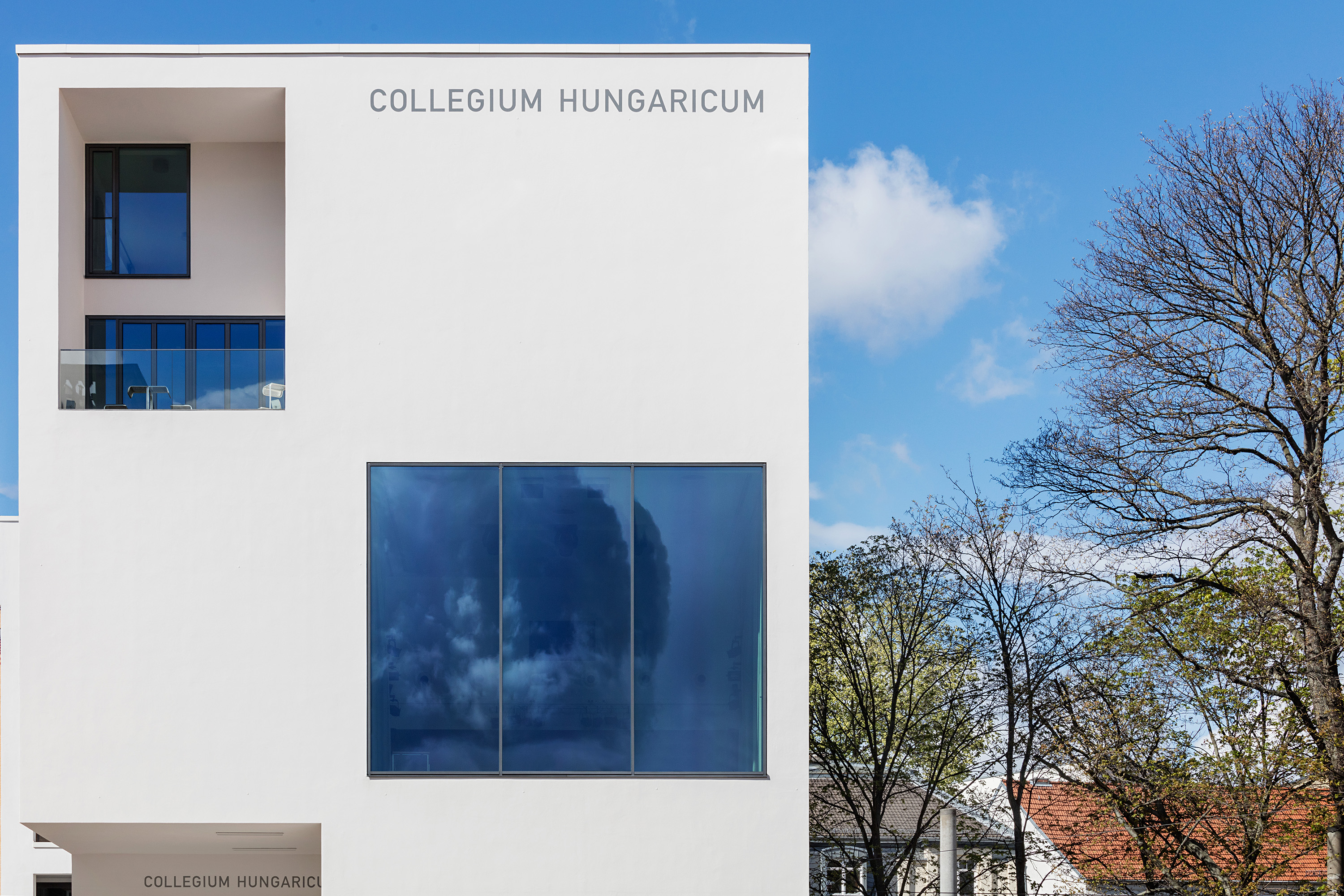
A Collegium Hungaricum épülete, Berlin

A Collegium Hungaricum Berlin (CHB) a magyar állam által alapított és működtetett kulturális intézet Berlinben, 2016-tól a Külgazdasági- és Külügyminisztérium (ezt megelőzően a Balassi Intézet) fenntartásában. A Gragger Róbert által 1924-ben alapított intézet aktív része a berlini és német kulturális életnek, integratív, interdiszciplináris, a magyar és német együttműködéseket elősegítő programstruktúrával.

## Története

### Alapítás
A római és a bécsi Collegium Hungaricumhoz hasonlóan magyar tulajdonú ingatlanban kapott helyet a berlini Collegium Hungaricum, a központi helyen fekvő Herz-palotában.
A berlini Collegium szorosan együttműködött a Berlini Egyetem magyar intézetével. Fő feladata akkoriban olyan tehetséges, fiatal magyar kutatók támogatása volt, akik a német fővárosban folytatták tanulmányaikat, és gyümölcsöző tudományos kapcsolatokat építhettek ki. Tudományszervezési tevékenysége mellett a berlini Collegium „[...] mint ismeretes, a Németország és Magyarország között fennálló kulturális kapcsolatok középpontja” is volt (Schoen budapesti német követ 1932-ben kelt, a magyar külügyminiszterhez címzett leveléből).

### A 2. világháború után
1945-ben szinte teljesen megsemmisült az épület (ma ennek helyén áll az új épület). A Collegium Hungaricum örököseként a Magyar Kultúra Háza 1973-ban nyitotta meg kapuit az Alexanderplatz közvetlen szomszédságéban található Karl-Liebknecht-Strassén (Kelet-Berlinben). Az új ház a tudomány helyett a kultúrára helyezte a hangsúlyt.

### 1989 után
Magyarország 1997-ben visszakapta a Dorotheenstrasse 12. alatti egykori Collegium Hungaricum (CH) telkét. A Magyar Kultúra Háza 2000 óta ismét a Collegium Hungaricum nevet használja. A háborúban megsemmisült régi épület helyén 2007-ben avatták fel új épületét, amelyet Peter Schweger erdélyi szász származású német építész tervezett.

## Gragger Róbert
Gragger Róbert (1887–1926) filológus, kultúrdiplomata a berlini Humboldt Egyetem Magyar Intézetének (1916) és a Collegium Hungaricum Berlinnek (1924) volt alapítója és első igazgatója. Gragger Róbert nevéhez fűződik a legrégebbi, magyar nyelven fennmaradt vers, az Ómagyar Mária-siralom felfedezése is, amely az egyik legrégebbi nyelvemlékünk is. A Gragger által alapított és szerkesztett „Bibliographia Hungarica” 1923-tól a külföldön megjelent magyar vonatkozású könyveket gyűjtötte. A Gragger Intézet – névadója szellemiségéhez hűen – a hungarológia folyamatos jelenlétét szeretné biztosítani mindennapi munkájában. Ennek érdekében a berlini Humboldt Egyetem Hungarológia Tanszékével, a lipcsei Kelet-Európa Kutatási Központtal (GWZO) és más hungarológia-központokkal rendszeresen közös rendezvényeket valósítunk meg.

## Neves ösztöndíjasok a Collegium Hungaricum Berlinben 1945-ig
Alföldi András, Asztalos Miklós, Barta János, Bartha Dénes,  Bay Zoltán, Bogyay Tamás, Brandenstein Béla, Bulla Béla, Erdey Grúz Tibor, Fekete Lajos, Fettich Nándor, Fitz József, Harkai Schiller Pál, Issekutz Béla, Julow Viktor, Prahács Margit, Prohászka Lajos, Treml (Tamás) Lajos, Tuzson János, Wiczián Dezső